# Čechy pod Kosířem (přírodní památka)
Přírodní památka Čechy pod Kosířem se nachází v prostoru empírového zámku v Čechách pod Kosířem. Předmětem ochrany je biotop vrápence malého (Rhinolophus hipposideros). Přírodní památka je zároveň evropsky významnou lokalitou Natura 2000. Dlouhodobým cílem péče je zachovat existenci letní kolonie vrápence malého, počet netopýrů tohoto druhu se zde odhaduje na 21 až 107. Při průzkumech zde byly objeveny druhy jako netopýr velkoduchý (Myotis bechsteinii), netopýr vodní (Myotis daubentonii), netopýr brvitý (Myotis emarginatus), netopýr velký (Myotis myotis), netopýr řasnatý (Myotis nattereri), netopýr večerní (Eptesicus serotinus), netopýr černý (Barbastella barbastellus), netopýr ušatý (Plecotus auritus) a netopýr dlouhouchý (Plecotus austriacus).